# Hovtjärnen, Jämtland
Hovtjärnen är en sjö i Åre kommun i Jämtland och ingår i Indalsälvens huvudavrinningsområde.